# يعقوب يار
يعقوب يار (بالعبرية : יעקב יער) (ولد في عام 1929) هو معماري إسرائيلي، حصل على جائزة إسرائيل في العمارة في عام 2006، وجائزة إيميت في عام 2014.
درس الهندسة المعمارية في التخنيون في حيفا، وتخرج منه عام 1953.
وشغل منصب رئيس اتحاد المهندسين المعماريين الإسرائيلين، وقام بالتدريس كلية الهندسة المعمارية في التخنيون في حيفا، وكلية الهندسة المعمارية في جامعة تل أبيب.

## روابط خارجية
- الموقع الرسمي
- موقع جائزة EMET